# Joe Gallardo

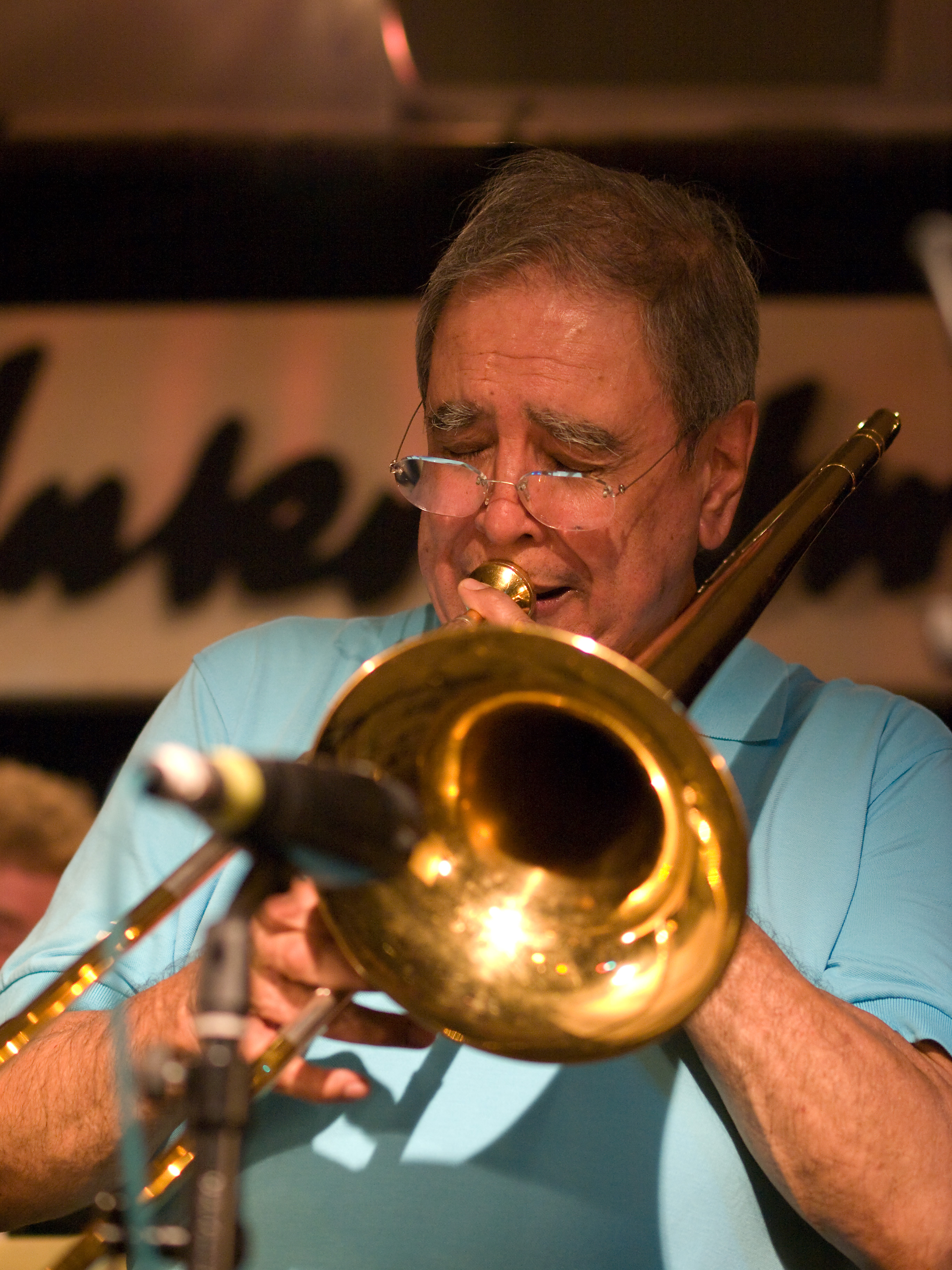
Joe Gallardo im Jazzclub Unterfahrt (München 2009)

José „Joe“ Gallardo (* 22. September 1939 in Corpus Christi, Texas) ist ein amerikanischer Musiker des Latin und des Modern Jazz (Posaune, Piano, Arrangements, Komposition).

## Leben und Wirken
Gallardo erhielt ab dem sechsten Lebensjahr Unterricht durch seinen Vater, einen Klavierlehrer. Mit 15 Jahren entdeckte er die Posaune und spielte sie in Schüler- und Amateurbands. Zwischen 1961 und 1963 arbeitete er im mexikanischen Luis-Arcaraz-Orchester und bei Stan Kenton, studierte aber auch Komposition. Mit der „Seventh Army Band“ kam er 1963 nach Stuttgart, wo er auch mit Wolfgang Dauner und Fred Braceful arbeitete. Nach dem Militärdienst studierte er in seiner Heimatstadt bis 1968 Musikerziehung. Dann arbeitete er für Nelson Riddle, Peggy Lee, Sammy Davis, aber auch mit Peter Ponzol und Abbey Rader, bevor er 1974 zu Mongo Santamaría ging, für den er u. a. „Amanecer“ schrieb (Grammy 1976). 1978 zog er nach Deutschland und arbeitete als Arrangeur und Solist beim Orchester Erwin Lehn und spielte daneben mit Wolfgang Lackerschmid. Weiterhin trat er mit der „Connexion Latina“ von Rudi Fuesers, mit Joe Henderson, mit Roman Schwaller, mit Wilson de Oliveira und mit der „Rhythm Combination and Brass“ von Peter Herbolzheimer auf. 1991 wechselte Gallardo zur NDR Bigband und war dort als festes Mitglied bis 2008 Erster Posaunist. Währenddessen hatte er an der Musikhochschule Hamburg eine Professur inne. Seit 1993 ist er zudem einer der Leiter des Landesjugendjazzorchesters Schleswig-Holstein. Gallardo schrieb auch für Musikerkollegen, so zum Beispiel eine Reihe von Titeln für den deutschen Solo-Trompeter Kurt Witt.

## Diskographische Hinweise
- Latino Blue (1979, mit Wolfgang Lackerschmid)
- A Latin Shade of Blue (2001, mit Lutz Büchner)
- Latin Jazz Latino (2005, mit der NDR Bigband)
- It Is What It Is (2024 mit der SWR Big Band)

## Lexigraphische Einträge
- Martin Kunzler: Jazz-Lexikon. Band 1: A–L (= rororo-Sachbuch. Bd. 16512). 2. Auflage. Rowohlt, Reinbek bei Hamburg 2004, ISBN 3-499-16512-0.